# Climat-Québec
 (septembre 2023).
Pour les articles homonymes, voir Climat Québec et Climat du Québec.
Climat-Québec, antérieurement Centre de ressources en impacts et adaptation au climat et à ses changements (CRIACC), était un organisme de météorologie canadien qui avait pour but de rendre accessible l'ensemble des informations de base qui sont disponibles et nécessaires afin de produire des études scientifiques multidisciplinaires valides et utiles dans le domaine des impacts et de l'adaptation au climat, à sa variabilité et aux changements anticipés au Québec.
Il a été fondé en partenariat par le Service météorologique du Canada (région du Québec) et le centre Ouranos, un consortium sur la climatologie régionale et l'adaptation aux changements climatiques qui regroupe plus de huit ministères et organismes québécois, trois universités (Université du Québec à Montréal, Université McGill et l'Université Laval) et l'Institut national de la recherche scientifique.
Climat-Québec mettait donc à la disposition des chercheurs et du public jusqu'en 2016 :
- La climatologie au Québec ;
- Des études de cas sur des phénomènes météorologiques ;
- Des liens vers les modèles de projections du changement climatique ;
- Des revues de la littérature scientifique au sujet des changements climatiques.